# Вільфрід Баліма
Вільфрі́д Баліма́ (фр. Wilfried Benjamin Balima, нар. 20 березня 1985, Бобо-Діуласо) — буркінійський футболіст, півзахисник молдовського «Шерифа» та збірної Буркіна-Фасо.

## Клубна кар'єра
У дорослому футболі дебютував 2001 року виступами за команду клубу «Уагадугу», в якій провів чотири сезони, взявши участь у 65 матчах чемпіонату. 
До складу клубу «Шериф» приєднався 2005 року. Наразі встиг відіграти за тираспольський клуб 175 матчів в національному чемпіонаті.

## Виступи за збірні
Взяв участь у 25 іграх на юнацькому рівні у складі юнацької збірної Буркіна-Фасо, відзначившись 8 забитими голами.
У 2004 році дебютував в офіційних матчах у складі національної збірної Буркіна-Фасо. Наразі провів у формі головної команди країни 14 матчів, забивши 2 голи.
У складі збірної був учасником Кубка африканських націй 2010 року в Анголі, Кубка африканських націй 2012 року у Габоні та Екваторіальній Гвінеї, Кубка африканських націй 2013 року у ПАР.

## Досягнення
- Чемпіон Молдови (13) :

«Шериф»: 2005-06, 2006-07, 2007-08, 2008-09, 2009-10, 2011-12, 2012-13, 2013-14, 2015-16, 2016-17, 2017, 2018, 2019.
- Володар Кубка Буркіна-Фасо (1):

«Уагудугу»: 2004-05
- Володар Кубка Молдови (7):

«Шериф»: 2005-06, 2007-08, 2008-09, 2009-10, 2014-15, 2016-17, 2018-19.
- Володар Суперкубка Буркіна-Фасо (1):

«Уагудугу»: 2004.
- Володар Суперкубка Молдови (5):

«Шериф»: 2005, 2007, 2013, 2015, 2016.
- Володар Кубка Співдружності:

«Шериф»: 2009.
- Срібний призер Кубка африканських націй: 2013